# Società Italiana di Economia
La Società Italiana di Economia, SIE, (in precedenza nota come Società italiana degli economisti) è la principale associazione di economisti in Italia a cui aderiscono attualmente circa mille soci. La SIE si propone di favorire e stimolare la ricerca in discipline economiche in Italia. Tra le sue attività vi sono l'organizzazione della Riunione Scientifica Annuale, la pubblicazione di “the Italian Economic Journal”, l'attribuzione del Premio SIE per tesi di dottorato in discipline economiche conseguite presso Università italiane. Dal 2022 il Presidente è Mario Pianta e il Segretario Generale Marco Cucculelli.

## Storia
Volrico Travaglini a capo di un comitato promotore composto da Gustavo Del Vecchio, Giovanni De Maria, Luigi Einaudi, Pasquale Jannacone, Giuseppe Ugo Papi e Francesco Vito ha costituito a Torino l'Associazione Italiana di Economia Politica nel maggio del 1950.
Nello statuto, scritto il 9 settembre dello stesso anno, fu proposto di modificare l’iniziale denominazione di “Associazione Italiana di Economia Politica” in “Associazione Italiana degli Economisti”.
La prima Assemblea del 29 novembre 1950, che si è tenuta nella Facoltà di Economia e Commercio dell’Università “La Sapienza” di Roma, approvò la denominazione “Società Italiana degli Economisti”.
Nel febbraio del 1951 sulla rivista “Economia Internazionale” (che diverrà Economia Internazionale/International Economics e tuttora esistente) è comparso l’annuncio della costituzione della Società Italiana degli Economisti, fondata “a compimento dell’aspirazione di molti studiosi italiani”.
L’annuncio, pubblicato in italiano, inglese, francese, tedesco e spagnolo, riportava la composizione del primo Consiglio di Presidenza e l’indicazione del Presidente onorario Luigi Einaudi.
Inoltre, veniva specificato che la Società aveva aderito alla "Association Internationale des Sciences Economiques", fissando la sede della a Torino e la Segreteria generale a Genova, presso l’Istituto di Economia Internazionale della Camera di Commercio di Genova.
Nel 1986, la segreteria generale è stata trasferita ad Ancona, è stata poi la volta della sede legale nel 1987.
Il 15 dicembre 2020, la Società Italiana degli Economisti, ha abbandonato la storica denominazione adottata al momento della costituzione per assumere quella di Società Italiana di Economia.

### Presidenti
- Pasquale Jannaccone (1951-1954)
- Giovanni Demaria (1955-1957)
- Giuseppe Ugo Papi (1958-1961)
- Volrico Travaglini (1962-1965)
- Giuseppe Di Nardi (1965-1968)
- Valentino Dominedò (1968-1971)
- Volrico Travaglini (1971-1974)
- Innocenzo Gasparini (1974-1977)
- Sergio Steve (1977-1980)
- Paolo Baffi (1980-1983)
- Giorgio Fuà (1983-1986)
- Luigi Pasinetti (1986-1989)
- Siro Lombardini (1989-1992)
- Giacomo Becattini (1992-1995)[5]
- Alberto Quadrio Curzio (1995-1998)
- Augusto Graziani (1998-2001)
- Carlo D’Adda (2001-2004)
- Giorgio Lunghini (2004-2007)
- Terenzio Cozzi (2007-2010)[6]
- Alessandro Roncaglia (2010-2013)
- Aldo Montesano (2013-2016)[7]
- Annalisa Rosselli (2016-2019)[8]
- Alberto Zazzaro (2019-2022)[9]
- Mario Pianta (2022-2025)

Luigi Einaudi è stato Presidente Onorario della Società Italiana di Economia dal 1951 al 1961.

## Organizzazione
La Società Italiana di Economia è retta da uno statuto che prevede due tipologie di soci:
- Soci sostenitori: enti che contribuiscono, anche finanziariamente, al perseguimento dei fini statutari della Società, la cui ammissione viene disposta dal Consiglio di Presidenza. Tra questi:
  - Banca d’Italia
  - ISTAT
  - Intesa Sanpaolo
- Soci ordinari: professori di prima e seconda fascia, ricercatori, titolari di assegni di ricerca, dottori e i dottorandi di ricerca nelle discipline economiche in Università italiane o estere e coloro che svolgono documentata attività di ricerca nelle discipline economiche.

### Scopi
La Società Italiana di Economia non ha fini di lucro e si propone di:
- favorire iniziative atte a facilitare la ricerca scientifica nelle discipline economiche, promuoverne la qualità e diffonderne i risultati;
- favorire iniziative atte a promuovere l’educazione economica;
- facilitare le relazioni scientifiche tra le economiste e gli economisti, con particolare attenzione alle giovani generazioni, al rispetto dell’uguaglianza di genere e alla salvaguardia del pluralismo;
- promuovere le relazioni e il coordinamento tra le associazioni scientifiche di ambito economico in Italia;
- rappresentare le economiste e gli economisti italiani presso la "International Economic Association" e presso altre associazioni scientifiche internazionali;
- rappresentare le istanze delle economiste e degli economisti italiani presso le istituzioni nazionali dell’università e della ricerca[10].

### Commissioni
La Società Italiana di Economia è composta da cinque commissioni:
- Commissione per l'università, la ricerca e la valutazione: mantiene i rapporti con le istituzioni che sovraintendono alla ricerca economica e al suo insegnamento, tra cui il Ministero dell'istruzione, dell'università e della ricerca (MIUR), il Consiglio universitario nazionale (CUN), l'Agenzia nazionale di valutazione del sistema universitario e della ricerca (ANVUR) e il Consiglio dei Direttori.
- Commissione di genere: raccoglie, elabora informazioni riguardanti il "gender balance" nelle Università italiane, producendo un report annuale, e organizza sessioni su "Gender Economics".
- Commissione per le relazioni internazionali: si occupa della gestione delle relazioni internazionali con analoghe associazioni.
- Commissione per la didattica dell'economia: analizzare e promuove l’insegnamento dell’economia nelle scuole di ogni ordine e grado e nelle università.
- Commissione per la divulgazione scientifica e la comunicazione: favorisce la divulgazione dei risultati della ricerca scientifica ottenuti dagli economisti, organizza, promuove e sostiene iniziative di divulgazione scientifica rivolte ad un pubblico di non economisti e favorisce la comunicazione delle iniziative scientifiche e istituzionali della SIE.

## Riunione scientifica annuale
Dal 1963 la SIE organizza una Riunione Scientifica Annuale.
La prima riunione scientifica si è tenuta a Genova con la discussione della relazione di Marco Fanno sul tema “Le teorie del ciclo economico”.
Attualmente, alle riunioni vengono presentati oltre duecento lavori scientifici, selezionati fra i contributi inviati; vi sono sessioni plenarie in cui vengono invitati relatori di particolare prestigio, e altri momenti di discussione su temi di interesse per il mondo accademico, ma anche per la attualità economica, sociale e politica.

## Pubblicazioni

### Rivista italiana degli economisti
La Rivista italiana degli economisti (“The Journal of the Italian Economic Association”) è nata nel 1996 con l’obiettivo di contribuire a diffondere i risultati della ricerca in campo economico. Nel perseguire gli scopi dell’associazione, ha favorito l’apertura alle altre discipline sociali affini all’economia, valorizzando il patrimonio del pensiero economico italiano e promuovendo una discussione critica sui metodi e sugli strumenti usati nella ricerca e nella didattica. La pubblicazione della rivista è avvenuta con periodicità quadrimestrale, ad opera dalla Società editrice il Mulino.
Sempre con lo stesso editore è, inoltre, pubblicata la “’’Collana della Società italiana degli economisti’’”.

### Italian Economic Journal
Dal 2015 la Rivista Italiana degli Economisti si è fusa con il Giornale degli Economisti e Annali di Economia (fondato a Padova nel 1875) dando luogo all’ Italian Economic Journal (ItEJ) pubblicato da Springer.
L’Italian Economic Journal è la rivista “peer-reviewed” ufficiale della Società Italiana di Economia che divulga articoli scientifici di teoria applicata e istituzionali, in tutte le aree dell'economia e della politica economica italiana ed europea.

## Premi
La SIE attribuisce con cadenza annuale una serie di riconoscimenti in ambito economico.

### Premio SIE
Dal 1997 la Società Italiana di Economia assegna un premio alla migliore tesi di dottorato di ricerca in ambito economico. L'obiettivo è di valorizzare il lavoro di ricerca svolto da giovani economisti e contribuire a diffonderne i risultati.
Tra i vincitori del premio, Guido Ascari, Stefano Santacroce e Andrea Attar. Il premio non è stato assegnato nel periodo 2006-2009.

### Young Italian Economist Award
Ogni anno alla Riunione Scientifica della SIE, viene premiato il miglior contributo presentato da uno/a giovane economista italiano/a, under 35.
La prima edizione del premio si è svolta nel 2017.

### Best Referee Award
Dal 2018, con cadenza annuale, la Società Italiana di Economia assegna un premio ai migliori Referee in base al contributo fornito nella revisione dei documenti, presentati all'Italian Economic Journal, in termini di numero di recensioni fornite, velocità di risposta, qualità e disponibilità dei commenti.